# 弗里蒙特 (北卡羅萊納州)
弗里蒙特（英語：Fremont）是一個位於美國北卡羅萊納州韋恩縣的城鎮。

## 人口
根據2020年美國人口普查的數據，弗里蒙特的面積為3.51平方千米，皆為陸地。當地共有人口1196人，而人口密度為每平方千米341人。